# Muzeum Uniwersyteckie Historii KUL w Lublinie
Muzeum Uniwersyteckie Historii KUL w Lublinie – muzeum uniwersyteckie Katolickiego Uniwersytetu Lubelskiego Jana Pawła II w Lublinie. Jego siedzibą jest gmach główny uczelni, położony przy Alejach Racławickich 14.
Prace nad utworzeniem placówki rozpoczęto w 2007 roku. Na potrzeby wystawiennicze przeznaczono sale, pełniące w przeszłości rolę refektarza (stołówki), znajdujące się od strony dziedzińca uniwersyteckiego. Po niezbędnych pracach adaptacyjnych muzeum zostało otwarte 30 maja 2008 roku, podczas obchodów Święta Patronalnego uczelni.
W ramach muzealnej wystawy prezentowane są eksponaty związane z historią uczelni, jej wykładowcami, studentami oraz absolwentami. Wśród zbiorów znajdują się liczne dokumenty, fotografie, medale i nagrody, meble, stroje, tkaniny a także nagrania audiowizualne. Osobna ekspozycja poświęcona jest osobie św. Jana Pawła II i jego związkom z uniwersytetem.
Muzeum jest czynne w dni robocze, wstęp jest bezpłatny.
Dyrektorką Muzeum jest Agnieszka Bender.